# Kupa e Shqipërisë 2000-2001
La Coppa d'Albania 2000-2001 è stata la 49ª edizione della competizione. Il torneo è cominciato il 26 agosto 2000 ed è terminato il 26 maggio 2001. La squadra vincitrice si qualifica per il primo turno della Coppa UEFA 2001-2002. Il Tirana ha vinto il trofeo per la undicesima volta.

## Sedicesimi di finale
Le partite di andata si sono giocate il 26 agosto 2000, quelle di ritorno il 9 settembre.
| Squadra 1        | Totale | Squadra 2         | Andata | Ritorno |
| ---------------- | ------ | ----------------- | ------ | ------- |
| Kastrioti        | 0-11   | Tirana            | 0-2    | 0-9     |
| Tepelena         | 1-7    | Bylis Ballsh      | 0-2    | 1-5     |
| Naftetari Kucove | 1-13   | Teuta             | 0-5    | 1-8     |
| Burreli          | 2-5    | Vllaznia          | 1-3    | 1-2     |
| Erzeni           | 1-5    | Lushnja           | 0-2    | 1-3     |
| Butrinti         | 1-8    | Luftëtari         | 1-1    | 0-7     |
| Ilir Viking      | 1-9    | Dinamo Tirana     | 0-5    | 1-4     |
| Laçi             | 0-9    | Partizani Tirana  | 0-3    | 0-6     |
| Korabi           | 1-5    | Kukësi            | 1-1    | 0-4     |
| Shkodra          | 3-10   | Besëlidhja        | 1-5    | 2-5     |
| Elbasani         | 4-2    | Apolonia Fier     | 2-0    | 2-2     |
| Pogradeci        | 1-1    | Besa Kavajë       | 0-0    | 1-1     |
| Gramozi          | 1-5    | Skënderbeu        | 1-1    | 0-4     |
| Albpetrol        | 0-4    | Flamurtari Valona | 0-2    | 0-2     |
| Sopoti           | 1-9    | Shkumbini         | 1-3    | 0-6     |
| Memaliaj         | 2-6    | Tomori            | 0-1    | 2-6     |

## Ottavi di finale
Le partite di andata si sono giocate il 19 gennaio 2001, quelle di ritorno il 27 gennaio.
| Squadra 1         | Totale | Squadra 2        | Andata | Ritorno |
| ----------------- | ------ | ---------------- | ------ | ------- |
| Lushnja           | 1-0    | Dinamo Tirana    | 0-0    | 1-0     |
| Kukësi            | 1-3    | Skënderbeu       | 1-1    | 0-2     |
| Pogradeci         | 1-4    | Teuta            | 1-1    | 0-3     |
| Bylis Ballsh      | 2-1    | Partizani Tirana | 2-1    | 0-0     |
| Flamurtari Valona | 3-4    | Tomori           | 3-0    | 0-4     |
| Luftëtari         | 1-2    | Vllaznia         | 1-0    | 0-2(a)  |
| Elbasani          | 1-3    | Shkumbini        | 1-1    | 0-2     |
| Besëlidhja        | 0-7    | Tirana           | 0-4    | 0-3     |

## Quarti di finale
Le partite di andata si sono giocate il ?, quelle di ritorno il ?.
| Squadra 1  | Totale | Squadra 2    | Andata | Ritorno |
| ---------- | ------ | ------------ | ------ | ------- |
| Tirana     | 7-3    | Shkumbini    | 4-1    | 3-2     |
| Teuta      | 6-4    | Lushnja      | 5-2    | 1-2     |
| Skënderbeu | 4-5    | Tomori       | 3-2    | 1-3     |
| Vllaznia   | 3-2    | Bylis Ballsh | 3-0    | 0-2     |

## Semifinali
Le partite di andata si sono giocate il ?, quelle di ritorno il ?.
| Squadra 1 | Totale | Squadra 2 | Andata | Ritorno |
| --------- | ------ | --------- | ------ | ------- |
| Tirana    | 5-1    | Tomori    | 4-1    | 1-0     |
| Vllaznia  | 2-4    | Teuta     | 1–2    | 1-2     |

## Finale
| Tirana 26 maggio 2001, ore 19:00 UTC+1 | Tirana | 5 – 0 | Teuta | Qemal Stafa Stadium (4,000 spett.) |